# Sheena
Sheena ist ein weiblicher Vorname ursprünglich hebräischer Herkunft, der im englischen Sprachraum gebräuchlich ist.

## Herkunft und Bedeutung
Sheena ist die anglisierte Form von Sìne, die ihrerseits die schottische Form von Jeanne (englisch Jane) ist. Die deutschsprachige Form des Namens ist Johanna; weiteres zu Herkunft und Bedeutung des Namens siehe hier bzw. hier.

## Namensträgerinnen
- Sheena Davis (* 1968), britische Jazzsängerin
- Sheena Easton (* 1959), schottisch-US-amerikanische Sängerin
- Sheena Ringo (* 1978), japanische Sängerin und Musikerin
- Sheena Tosta (* 1982), US-amerikanische Hürdenläuferin

## Familienname
- Nellickal Verkay Sheena (* 1992), indische Leichtathletin

## Weiteres
- Sheena – Königin des Dschungels, Titel eines Abenteuer-Comics, eines Films und zweier Fernsehserien
- „Sheena Is a Punk Rocker“, Song der Ramones auf dem Album „Rocket to Russia“